# Claire Foy

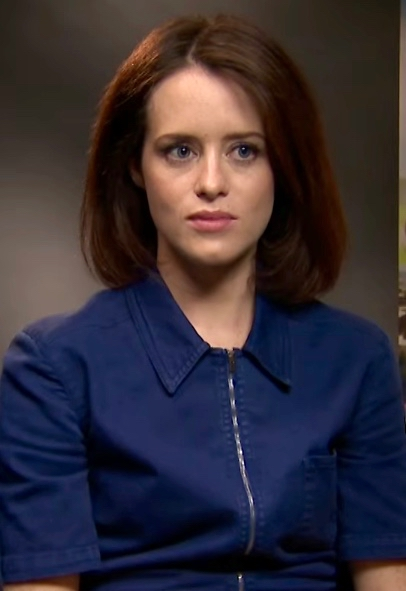
Claire Foy (2017)

Claire Elizabeth Foy (* 16. April 1984 in Stockport, Greater Manchester) ist eine britische Schauspielerin. Bekanntheit erlangte sie vor allem als Amy Dorrit in der Charles-Dickens-Adaption Little Dorrit (2008) und als Erin Matthews in der Fernsehminiserie Gelobtes Land (2011). Für ihre Darstellung der jungen Königin Elisabeth II. in der Serie The Crown wurde sie 2017 mit einem Golden Globe und einem SAG Award jeweils in der Kategorie Beste Serienhauptdarstellerin in einem Drama ausgezeichnet. 2018 folgte für diese Rolle auch eine Auszeichnung mit dem Emmy.

## Leben
Claire Foy wurde am 16. April 1984 als Jüngste von drei Geschwistern in Stockport im County Greater Manchester geboren und wuchs in Manchester sowie Leeds auf. Später zog die Familie nach Longwick in Buckinghamshire. Ihre Eltern ließen sich scheiden, als sie 8 Jahre alt war. Als sie 17 Jahre alt war, wurde bei ihr ein Augentumor diagnostiziert. Sie besuchte die Aylesbury High School und die Liverpool John Moores University, wo sie Drama (Schauspiel) und Screen Studies (Film) studierte. Anschließend besuchte sie ein Jahr lang die Oxford School of Drama.
Nach ihrem Abschluss 2007 zog Foy zusammen mit „fünf Freunden von der Schauspielschule“ in ein Londoner Haus. Bevor sie 2008 ihr Debüt in der Fernsehserie Doctors gab, arbeitete sie in einem Callcenter für Wohltätigkeitsorganisationen. Sie war von 2014 bis 2018 mit ihrem Schauspielkollegen Stephen Campbell Moore verheiratet, den sie bei den Dreharbeiten zu Der letzte Tempelritter kennenlernte. Aus der Beziehung ging eine gemeinsame Tochter (* 2015) hervor.

## Schauspielkarriere
Foy spielte zunächst in mehreren Theaterproduktionen: Top Girls, Watership Down, Easy Virtue und Touched, bevor sie 2008 ihre erste, für den RTS Award nominierte Rolle in der BBC-Miniserie Klein Dorrit erhielt. Ihren ersten professionellen Bühnenauftritt hatte sie in den beiden Einaktern DNA und The Miracle von Paul Miller im Londoner Royal National Theatre.
Danach spielte Foy unter anderem als Lady Persephone in der Neuauflage der BBC-Serie Rückkehr ins Haus am Eaton Place, sowie die Hauptrolle im Fernsehfilm The Night Watch, der auf einem Roman von Sarah Waters basiert.
Als Adora Belle Liebherz in Terry Pratchett – Ab die Post (nach dem Roman Ab die Post von Terry Pratchett) spielte sie neben Charles Dance und in Der letzte Tempelritter neben Nicolas Cage. Das vierteilige Drama Gelobtes Land von Peter Kosminsky – in dem sie in einer weiteren Hauptrolle agiert – wurde 2011 mit dem One World Drama Preis ausgezeichnet.
In der NBC-Serie Crossbones – die auf einem Buch von Colin Woodard basiert – spielte Foy in neun Folgen an der Seite von John Malkovich. Von 2016 bis 2017 stellte sie in der preisgekrönten Netflix-Produktion The Crown über zwei Staffeln die britische Königin Elisabeth II. dar. In der vierten Staffel war sie dort erneut zu sehen.
2019 stand Foy mit Matt Smith im Drama Lungs von Duncan Macmillan auf der Bühne des Londoner Old Vic Theatre. Für ihre Darstellung der W gewann sie 2020 den Best Actress WhatsOnStage Award. Da eine geplante Aufführung an der New Yorker Brooklyn Academy of Music aufgrund der COVID-19-Pandemie nicht möglich war, wurde die Produktion im Sommer 2020 in London wieder aufgenommen und im limitierten Livestream übertragen.

## Filmografie (Auswahl)
- 2008: Being Human (Fernsehserie, Episode Pilot)
- 2008: Doctors (Fernsehserie, Episode 9x202)
- 2008: Klein Dorrit (Little Dorrit, Fernsehserie, 14 Episoden)
- 2009: 10 Minute Tales
- 2010: Terry Pratchett – Ab die Post (Going Postal)
- 2010: Pulse
- 2010–2012: Rückkehr ins Haus am Eaton Place (Upstairs Downstairs, Fernsehserie, 9 Episoden)
- 2011: Gelobtes Land (The Promise, Miniserie, 4 Episoden)
- 2011: Der letzte Tempelritter (Season of the Witch)
- 2011: The Night Watch
- 2011: Wreckers
- 2012: Hacks
- 2012: White Heat (Miniserie, 6 Episoden)
- 2014: Vampire Academy
- 2014: Rosewater
- 2014: Crossbones (Fernsehserie, 9 Episoden)
- 2015, 2024: Wölfe (Wolf Hall, Miniserie, 10 Episoden)
- 2015: The Lady in the Van
- 2016–2023: The Crown (Fernsehserie, 24 Episoden)
- 2017: Solange ich atme (Breathe)
- 2018: Unsane – Ausgeliefert (Unsane)
- 2018: Aufbruch zum Mond (First Man)
- 2018: Verschwörung (The Girl in the Spider’s Web)
- 2021: Die wundersame Welt des Louis Wain (The Electrical Life of Louis Wain)
- 2021: My Son
- 2021: A Very British Scandal (Fernsehserie, 3 Episoden)
- 2022: Die Aussprache (Women Talking)
- 2023: All of Us Strangers

## Auszeichnungen und Nominierungen
Emmy
- 2017: Nominierung als beste Hauptdarstellerin in einer Dramaserie für The Crown
- 2018: Beste Hauptdarstellerin in einer Dramaserie für The Crown

Golden Globe Award
- 2017: Beste Serien-Hauptdarstellerin – Drama für The Crown
- 2018: Nominierung als beste Serien-Hauptdarstellerin – Drama für The Crown
- 2019: Nominierung als beste Nebendarstellerin für Aufbruch zum Mond

Screen Actors Guild Award
- 2017: Beste Darstellerin in einer Dramaserie für The Crown
- 2017: Nominierung als bestes Schauspielensemble in einer Dramaserie für The Crown
- 2018: Beste Darstellerin in einer Dramaserie für The Crown
- 2018: Nominierung als bestes Schauspielensemble in einer Dramaserie für The Crown

Critics’ Choice Television Award
- 2015: Nominierung als beste Nebendarstellerin in einem Fernsehfilm oder einer Miniserie für Wölfe
- 2018: Nominierung als beste Hauptdarstellerin in einer Dramaserie für The Crown

British Academy Television Award
- 2016: Nominierung als beste Hauptdarstellerin in einer Fernsehserie für Wölfe
- 2017: Nominierung als beste Hauptdarstellerin in einer Fernsehserie für The Crown
- 2018: Nominierung als beste Hauptdarstellerin in einer Fernsehserie für The Crown

Critics’ Choice Movie Award
- 2019: Nominierung als beste Nebendarstellerin  für Aufbruch zum Mond

Satellite Award
- 2016: Nominierung als Beste Darstellerin in einer Miniserie oder einem Fernsehfilm für Wölfe
- 2019: Nominierung als Beste Nebendarstellerin für Aufbruch zum Mond

Critics’ Choice Movie Award
- 2019: Nominierung als Beste Nebendarstellerin für Aufbruch zum Mond

British Academy Film Award
- 2019: Nominierung als Beste Nebendarstellerin für Aufbruch zum Mond

British Independent Film Award
- 2023: Nominierung für die Beste Supporting Performance (All of Us Strangers)

WhatsOnStage Awards
- 2020: Beste Schauspielerin in einem Theaterstück für Lungs im Old Vic Theatre